# Одзаки, Нонока
Нонока Одзаки (яп. 尾崎野乃香, род. 23 марта 2003, Токио) — японская спортсменка, борец вольного стиля, бронзовый призёр летних олимпийских игр 2024 года, двукратная чемпионка мира, чемпионка Азии, призёр чемпионатов мира и Азии. Чемпионка летних юношеских Олимпийских игр 2018 года.

## Биография
Родилась в 2003 году в Токио.
В 2018 году на летних юношеских Олимпийских играх в Аргентине завоевала золотую медаль в весовой категории до 57 кг.
На чемпионате мира 2021 года, который состоялся в Осло, японка стала обладательницей бронзовой медали в весовой категории до 62 кг.
В 2022 году в той же весовой категории до 62 кг она смогла стать и чемпионкой мира и чемпионкой Азии.
В 2023 году на чемпионате Азии в Астане в категории до 62 кг она стала бронзовой призёркой.
В сентября 2023 года на чемпионате мира в Сербии, в весовой категории до 62 кг Нонока в схватке за чемпионский титул победила спортсменку из США Мэсей Килтей и завоевала второй титул мирового первенства.
На летних Олимпийских играх 2024 года в Париже, в весовой категории до 68 кг стала обладательницей бронзовой медали. В схватке за третье место поборола нигерийскую спортсменку Блессинг Оборудуду.